# Pulla

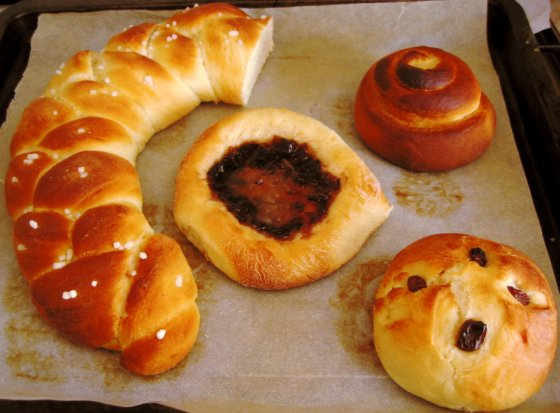
Varias piezas de pulla.

La pulla es un pan de postre finlandés algo dulce condimentado con semillas de cardamomo machacadas y ocasionalmente pasas o almendra fileteada.  También se conoce como nisu, que es la antigua palabra finesa que sigue usándose en algunos dialectos, a pesar de que originalmente significaba ‘trigo’.
Se elaboran en piezas con forma de trenza (pitko) con tres o más tiras de masa. Las trenzas también pueden moldearse como un anillo. Otras variantes de pulla incluye las redondas pequeñas parecidas a los scones ingleses pero cubiertos de azúcar y mantequilla, y unos rollos de canela mayores llamados korvapuusti. El exterior suele tener un glaseado ligeramente marrón, hecho con una capa de clara de huevo, leche o una mezcla de azúcar y café.
El pitko suele servirse en rodajas finas con café o en ocasiones especiales. Los pulla normales pequeños se sirven enteros.
El dulce también en la península alta de Míchigan y el norte de Ontario, regiones de Estados Unidos y Canadá con gran población finlandesa.
| Calorías        | 300 | Sodio                 | 200 |
| Grasas totales  | 7   | Potasio               | 0   |
| Saturadas       | 1   | Carbohidratos totales | 52  |
| Poliinsaturados | 0   | Fibra dietética       | 4   |
| Monoinsaturados | 0   | Azúcares              | 10  |
| Trans           | 0   | Proteínas             | 8   |
| Colesterol      | 0   |                       |     |
| Vitamina A      | 0%  | Hierro                | 0%  |
| Vitamina C      | 0%  | Calcio                | 0%  |